# Pierre Louis Clément
Pour les articles homonymes, voir Clément.
Pierre Louis Clément est un homme politique français né le 11 décembre 1766 à Cartigny-l'Epinay (Calvados) et décédé le 4 novembre 1852 à Saint-Lô (Manche).

## Biographie
Enseignant en rhétorique, il est reçu avocat en 1791 et devient membre du tribunal de conciliation de Saint-Lô en 1792. Membre de l'administration centrale à Cherbourg, procureur général syndic, il est conseiller de préfecture en 1800 puis secrétaire général. Il est député de la Manche en 1815, pendant les Cent-Jours. Il est maire de Saint-Lô de 1818 à 1832 et a rédigé plusieurs travaux historiques sur l'arrondissement de Saint-Lô.

## Sources
- « Pierre Louis Clément », dans Adolphe Robert et Gaston Cougny, Dictionnaire des parlementaires français, Edgar Bourloton, 1889-1891 [détail de l’édition]